# Jeg maa tilgive
Jeg maa tilgive er en dansk stumfilm fra 1907 produceret af Nordisk Films Kompagni og instrueret af Viggo Larsen.

## Handling
Denne artikel mangler et handlingsreferat. Hjælp os med at skrive det.